# Georg Esser
Georg Esser (Wiesdorf (Leverkusen). 20 de abril de 1928 - Colonia, 29 de julio de 2020) fue un pintor y artista gráfico alemán.

## Vida
Después de trabajar en la construcción, estudió en la escuela para trabajadores de Colonia de 1948 a 1952 con el artista gráfico Alfred (Ali) Will. Desde 1963 trabajó en su propio estudio en Colonia-Heimersdorf. De 1965 a 1967 completó el seminario para profesores de artesanía en Colonia y de 1967 a 1980 fue profesor de arte en el instituto de enseñanza secundaria de Colonia-Chorweiler.
Su pintura es expresionista y figurativa, empleando pintura alquídica o pintura al óleo. Separó forma y color, con técnicas medievales que aplicó a naturalezas muertas y retratos. Realizó igualmente aguafuertes y pasteles. Un catálogo razonado  se puede encontrar en.

## Datos biográficos
- 1928-1944: segundo hijo del sindicalista Everhard Esser y su esposa Margarete Schneider. Asiste al colegio secundario Dagobertstraße en Colonia. Comenzó su aprendizaje como albañil en 1944.

- 1944-1948: a los 16 años, asistente antiaéreo. Prisionero de guerra estadounidenses en los campos de Sedan y Attichy . Tras ser liberado en 1945 completó su formación como albañil. Trabaja en un estudio de arquitectura en Colonia.

- 1948-1952: Estudió en la Werkschule de Colonia en la clase de gráfica de Alfred Will .

- 1953-1967: Trabaja como pintor y artista gráfico independiente en Colonia y Frankfurt. Expone sus obras. Se casó con Marianne Förster en 1955 y tuvo cinco hijos, entre ellos Charlotte Esser.

- 1967-1980: tras una formación complementaria en el seminario de profesores de artesanía de Colonia, fue profesor de arte en el instituto de enseñanza secundaria de Colonia-Chorweiler. Mayor desarrollo de su propio estilo pictórico, compromiso con la forma natural.

- desde 1980: Trabajó como pintor independiente. Realización de cursos de arte en la WDR y en la Academia Melanchthon de Colonia.

## Exposiciones
- 1950-1960: Participación en exposiciones de la Asociación de Arte de Colonia y en la Gran Exposición de Arte NRW Düsseldorf.

- 2023: exposición póstuma en la capilla románica de Santa María Magdalena y Lázaro en el Melatenfriedhof de Colonia.[3]